# Michael Gordon
Michael Gordon, de nom real Irving Kunin Gordon (Baltimore, Maryland, Estats Units, 6 de setembre de 1909 - Century City, Los Angeles, Califòrnia, 29 d'abril de 1993) va ser director de cinema estatunidenc. És l'avi de l'actor Joseph Gordon-Levitt.

## Biografia
Michael Gordon va néixer a Baltimore a Maryland, amb el nom d'Irving Gordon Kunin, en una família de religió jueva. Després de graduar-se a la Universitat Yale, va començar la seva carrera als anys 1940 com a director de diàlegs i després com a editor, començant el 1942 com a director.
Fins al 1948 dirigeix pel·lícules de la sèrie B de baix pressupost, però en el mateix any va supervisar la direcció de dues obres notables, Another Part of the Forest (1948) i An Act of Murder (1948), un melodrama ombrívola am Fredric March. A l'any següent es va rodar The Lady Gambles (1949) amb Barbara Stanwyck i un molt jove Tony Curtis.
No obstant això, 1950 va ser el seu any d'or, gràcies a Cyrano de Bergerac (1950), que va permetre José Ferrer guanyar un oscar al millor actor. El 1951 Gordon va rodar les dues últimes pel·lícules abans que el maccarthisme posés en perill la seva carrera, deixant-lo inactiu. La primera va ser I Can Get It for You Wholesale(1951), amb Susan Hayward, una comèdia que explica amb realisme extrem el món absolutament sense escrúpols del comerç (el guió era Abraham Polonsky, un altre perseguits pel maccarthisme), mentre que en el següent The Secret of Convict Lake (1951) el director semblava suggerir que hi ha circumstàncies en què és convenient que mentir a la llei per fomentar la justícia popular. De 1951 a 1959 la seva pertinença a diferents associacions d'"esquerra" impedeix treballar a Gordon i el seu retorn als escenaris va tenir lloc el 1959 amb Pillow Talk, comèdia amb Doris Day i Rock Hudson. A aquesta pel·lícula van seguir altre molt incisives, gairebé totes comèdies, amb l'excepció de l'espectacular Portrait in Black (1960), amb Lana Turner. Es va retirar dels escenaris en els principis dels anys 1970.

## Filmografia[3]
- 1942: Boston Blackie Goes Hollywood
- 1942: Underground Agent
- 1943: One Dangerous Night
- 1943: Crime Doctor
- 1947: The Web
- 1948:  Another Part of the Forest
- 1948: An Act of Murder
- 1949: The Lady Gambles
- 1950: Woman in Hiding
- 1950: Cyrano de Bergerac
- 1951: I Can Get It for You Wholesale
- 1951: The Secret of Convict Lake
- 1952: All Hallowe'en
- 1959: Pillow Talk
- 1960: Portrait in Black
- 1962: Boys' Night Out
- 1963: For Love or Money
- 1963: Move Over, Darling
- 1965: A Very Special Favor
- 1966: Texas Across the River
- 1968: The Impossible Years
- 1970: How Do I Love Thee?